# Montot (Côte-d'Or)
Montot è un comune francese di 204 abitanti situato nel dipartimento della Côte-d'Or nella regione della Borgogna-Franca Contea.

## Società

### Evoluzione demografica
Abitanti censiti